# Thasische Peraia

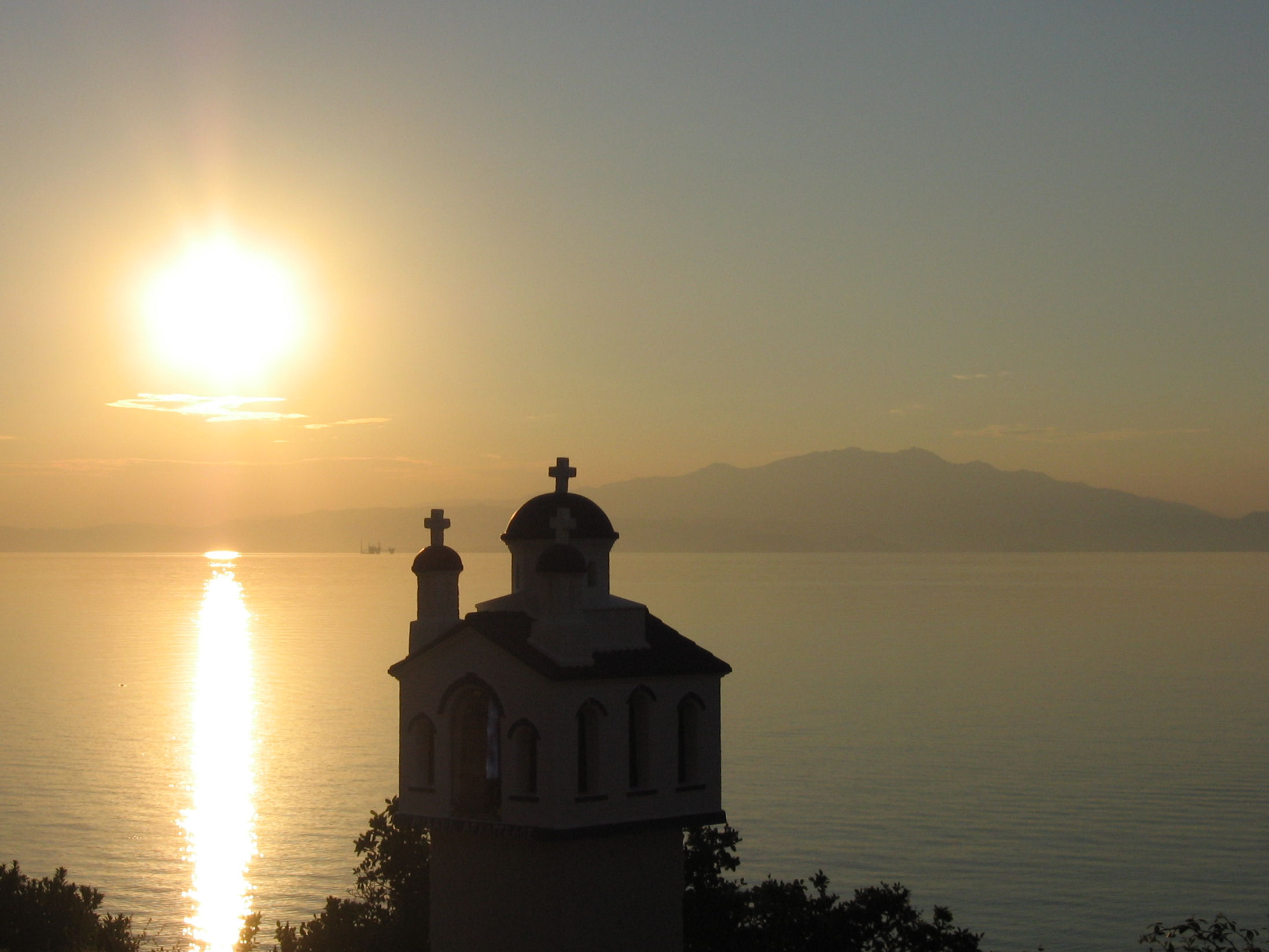
Blick von Skala Rachoniou über den Golf von Kavala auf das Pangaion-Gebirge

Der Festlandsbesitz von Thasos von etwa Mitte des 7. Jahrhunderts v. Chr. bis zur Beherrschung durch die Makedonier wurde als die thasische Peraia bezeichnet. Vor allem die legendären thrakischen Goldbergwerke im Pangaion-Gebirge waren Grund für die griechischen Kolonisten der Insel Thasos, sich am gegenüberliegenden Festland zwischen Strymon und Nestos festzusetzen und die erzreichen südlichen Rhodopen unter ihre Kontrolle zu bringen.

## Präkoloniale Bevölkerung
Innerhalb der Zeitspanne 12./11. Jahrhundert v. Chr. waren ethnische Gruppen verschiedenen Ursprungs vom Kaukasus, aus Anatolien und von der Balkanhalbinsel in den nordägäischen Raum vorgedrungen, unter ihnen zahlreiche thrakische Volksstämme. Zwischen dem Evros im Osten und dem Strymon im Westen erwähnt Herodot (I bis VII)  im östlichen Küstenbereich die Kikonen, im Küstenbereich der Peraia die Sapierer, im Symvolon die Dersaier, im Marmaras-Tal die Pierer, im hohen Gebirgsland des Pangaion die Satren, die Bessen und Odomanten, westlich und nördlich des Pangaion im Flusstal des unteren Strymon und des Angitis die Edoner, weiter nördlich die Paioner und Paiopler, sowie im oberen Strymontal die Bryger. Sie gründeten auf Anhöhen befestigte Siedlungen und Akropolen, was von möglichen Unruhen und kriegerischen Auseinandersetzungen mit der Urbevölkerung zeugt. Die im Interessenbereich der Thasier ansässigen thrakischen Stämme waren im Handel, in der Land- und Holzwirtschaft und im Bergbau tätig. Bergwerke und Erzhütten wurden damals möglicherweise bereits seit einigen Jahrhunderten auf verschiedene Erze an den verschiedensten Standorten von den Thrakern betrieben und die gewonnenen Metalle verarbeitet und gehandelt.

## Gründungen und Grenzen der Peraia

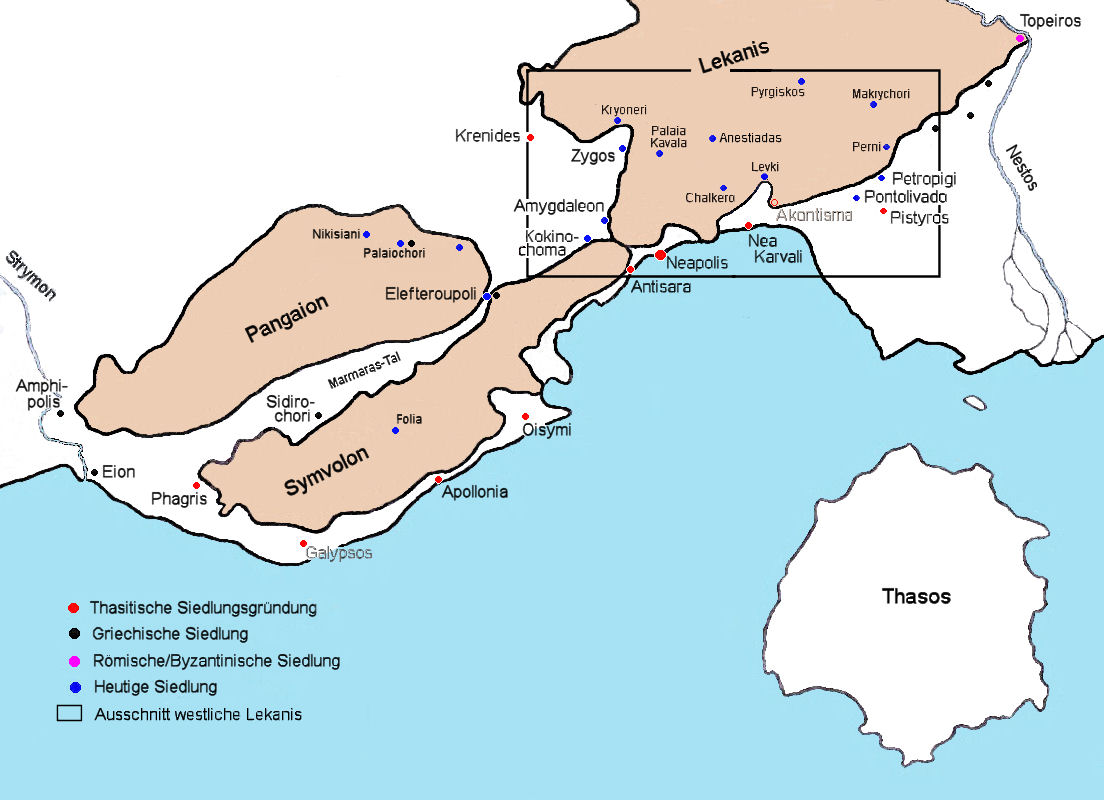
Siedlungen in der Peraia

Die von den Pariern errichtete Peraia entstand vermutlich in zwei Phasen. Die erste fällt mit der Gründung der ersten gesicherten Handelsplätze von Neapolis, Oisyme, Galepsos und Stryme in die Zeit direkt nach der Niederlassung auf Thasos in der zweiten Hälfte des 7. Jahrhunderts v. Chr. Aus Neapolis, Oisyme und Stryme liegen zahlreiche und bedeutende Funde aus dieser Zeit vor, von der Stadt und der Nekropole von Galypsos gibt es bis heute (2010) noch keinen diesbezüglichen Nachweis. Als westlichste Niederlassung gilt nach neuen Erkenntnissen die thasische Siedlung Berge. Die im 6. Jahrhundert v. Chr. am Strymon, etwa 50 km nordwestlich von Amphipolis bei der Ortschaft Neos Skopos, gegründete Handelsniederlassung war besonders vorteilhaft gelegen und bedeutsam für den Warenaustausch mit den thrakischen Dynastien.
Von keramischen Oberflächenfunden und aus kleinen Grabungen ergab sich, dass in einer zweiten Phase, in der zweiten Hälfte des 6. Jahrhunderts bis in die zweite Hälfte des 5. Jahrhunderts v. Chr. im Westen von Neapolis die kleineren befestigten Emporien Apollonia und Antisara (das heutige Kalamitsa), nach Osten hin Nea Karvali und als jüngste thasische Niederlassung in Thrakien Pistyros, sowie einige weitere anonyme Siedlungen gegründet wurden. Von diesen Stützpunkten ausgehend, wurde das nahe Umland dieser Siedlungen, die jeweilige Chora (χώρα), kolonisiert. Die Küstenregion, vor allem das fruchtbare westliche Nestos-Delta um Pistyros wurde landwirtschaftlich erschlossen. Von Neapolis aus, über den Stena Sapaion, den engen Durchgang zwischen Symvolon und Lekanis, erreichten die Thasier, die weite fruchtbare Ebene des späteren Philippi zwischen Pangaion und Lekanis. Auch in das Gebiet des heutigen Elefteroupoli scheinen die Thasier vorgedrungen zu sein. Im äußersten Westen verlief die Grenze der thasischen Peraia entlang der westlichen Ausläufer des Symvolon bis vor die Mauern von Phrages, einer Ansiedlung der thrakischen Pierer. Als östliche Grenze kann der Fluss Nestos und sein Delta als gesichert angesehen werden. Die Ansiedlung Stryme liegt jedoch getrennt vom Kerngebiet der Peraia, etwa elf Küstenkilometer östlich des Nestos-Deltas. Nach Norden hin ergeben sich Zweifel über die von den Kolonisatoren behaupteten Grenzbereiche.

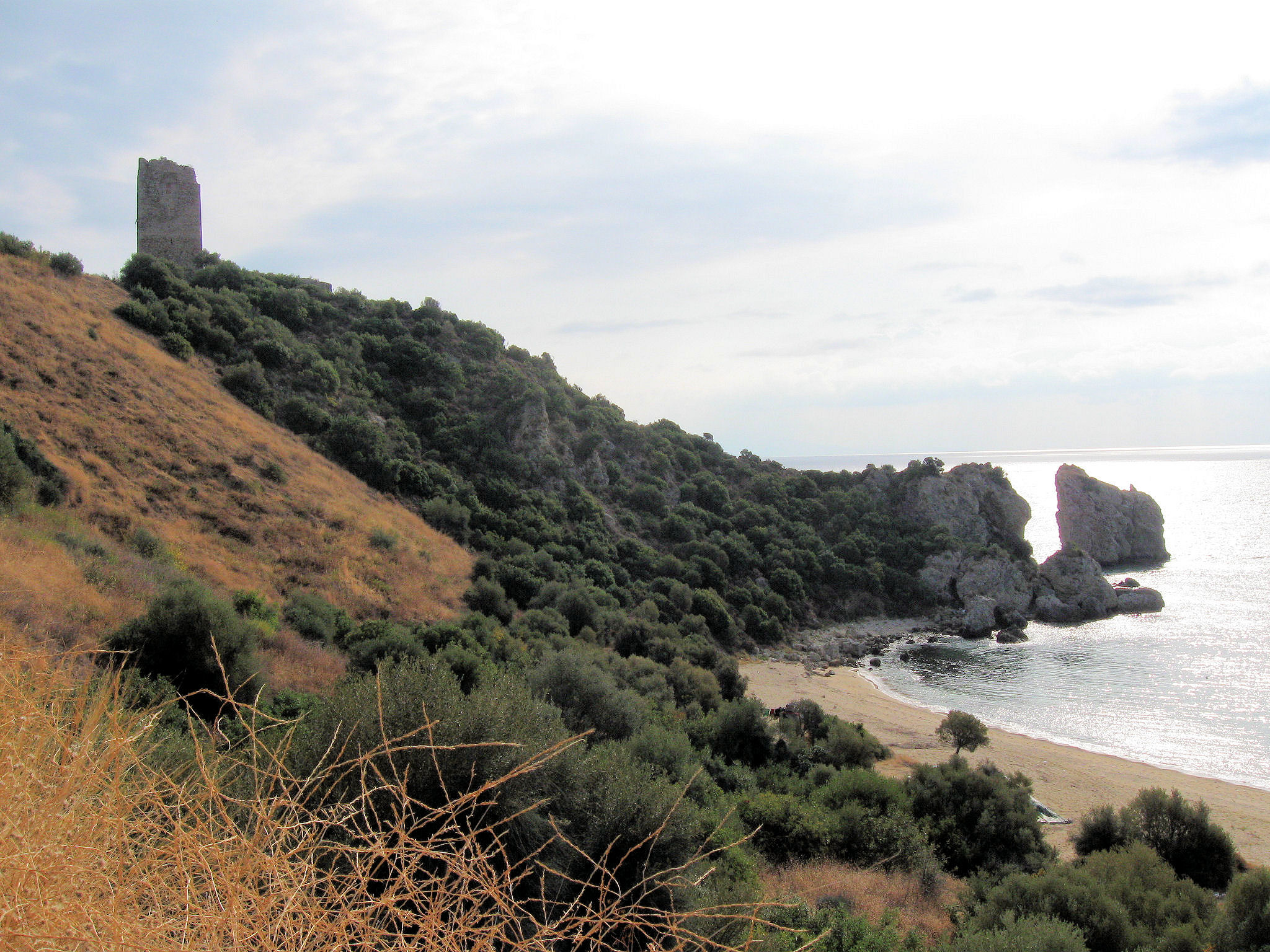
Turmanlage Apollonia

Von Neapolis, Nea Karvali und Pistyros aus drangen die Thasier über die jeweils nach Norden führenden Flusstäler in die Bergregionen des Symvolon und vor allem in die Lekanis vor. Ziel waren Übernahme der dort von den Thrakern aufgeschlossenen und in Betrieb befindlichen Bergwerke und Verhüttungseinrichtungen, Aufschluss weiterer potentieller Edelmetall-Lagerstätten und die Sicherung der Zugangswege. Aufgrund der äußerst feindlich gesinnten thrakischen Bevölkerung, die heftigen Widerstand leistete, wie Archilochos, der persönlich an der ersten Landnahme beteiligt war, berichtet, scheinen es jedoch die Thasier nicht geschafft zu haben, sich im Mamaras-Tal, zwischen Symvolon und Pangaion, anzusiedeln. Sie waren weder zu Zeiten Herodots (491–490 v. Chr.) noch später im 4. Jahrhundert stark genug, um in das schwer zugängliche und undurchdringliche, hohe Bergland des Pangaion einzudringen und sich dort festzusetzen. Auch Xerxes I. ließ „zur Rechten das Pangaiongebirge liegen (…), das groß und hoch ist. Dort gibt es Gold- und Silberbergwerke, die die Pierer, Odomanter und in erster Linie die Satren betreiben.“
Die Epoche der wirtschaftlichen Blüte der thasischen Kolonialherrschaft begann Ende des 6. Jahrhunderts v. Chr. und dauerte bis etwa 463 v. Chr., als die Thasier Bergwerke und Niederlassungen in der Peraia erstmals aufgrund ihres Austritts aus dem ersten Attischen Seebund verloren. Die Athener kontrollierten die Besitzungen bis 447/6 v. Chr. Die Spartaner nahmen 411 v. Chr. die thasischen Küstensiedlungen und 410 v. Chr. die Insel Thasos ein. Einzig Neapolis verteidigte sich erfolgreich, blieb loyal zu Athen und erklärte 411. v. Chr. seine Unabhängigkeit, also den Abfall vom Mutterland Thasos, samt Landbesitz und den Bergbaubetrieben im nördlichen Hinterland. Daraufhin wurde Neapolis lange, aber erfolglos von den Thasiern belagert. Der Athener Thrasyboulos besiegte die thasische Flotte 408/7 v. Chr. Der Spartaner Lysander eroberte die Insel 404 v. Chr. zurück. Neapolis stand weiterhin auf Seiten Athens. Erst 390 v. Chr. gab es, nachdem Thasos erneut vom Athener Thrasyboulos erobert und dem zweiten Attische Seebund beigetreten war, einen Friedensvertrag zwischen Neapolis und Thasos unter Vermittlung von Paros. Dies hatte eine demokratische Restauration in der Peraia wie auch auf der Insel zur Folge. Bis zu diesem Zeitpunkt hatten die Thasier aller Wahrscheinlichkeit nach keinen Zugang zur Peraia. Die Aktivitäten in der Peraia wurden neu belebt und der Festlandsbesitz erlebte im 4. und 3. Jahrhundert v. Chr. eine neue Blütezeit und hohen Wohlstand. Die Thasier gründeten 360/59 v. Chr. die Niederlassung Krenides (das spätere Philippi). Die fruchtbare Ebene um Krenides war für die Peraia von großer wirtschaftlicher Bedeutung. Schließlich wurde die Peraia jedoch 340/39 v. Chr. von Philipp II. besetzt. Thasos behielt allerdings seinen Festlandsbesitz auch in den Zeiten der makedonischen und römischen Herrschaft, zuweilen jedoch in veränderten, meist engeren Grenzen. Sie umfasste jedoch weiterhin den an Edelmetallerzen besonders reichen Teil. Von der römischen Macht mussten die Thasier die Verpflichtung zur Erhaltung der Via Egnatia innerhalb der Peraia übernehmen, nachdem Justinian I. die Straße durch befestigte Standorte, wie Topeiros und die Burg von Neapolis, gesichert hatte. Handel, Landwirtschaft und Bergbau der Peraia trugen weiterhin ganz wesentlich zur Blüte der thasischen Wirtschaft bei.

## Geschichte des Bergbaus und der Metallgewinnung
In den 1950er und 60er Jahren wurden zahlreiche Erzlagerstätten im Bereich der thasischen Peraia festgestellt und untersucht, in den 70er Jahren auf Seifengold prospektiert. Bei Explorationen der Ephoria Kavala konnten umfangreiche bergbauliche Anlagen, Reste von Erzaufbereitungs- und Verhüttungseinrichtungen und ausgedehnte Halden von metallurgischen Schlacken nachgewiesen werden. In mineralogischen Untersuchungen wurden Gold und Silber festgestellt. Archäometallurgische Analysen zeigten, dass metallurgische Produkte wie Gold und Silber aus der Peraia exportiert worden sind.

### Symvolon
Für das Symvolon-Gebirge kann das Vorhandensein von bedeutenderen Edelmetall-Lagerstätten ausgeschlossen werden. Indiz hierfür sind bisher ausgebliebene Funde von Seifengold in den Gebirgsflüssen. In der Gegend von Folias finden sich Eisenerz-Abbaue des 20. Jahrhunderts, in deren Bereich Stollenmundlöcher und Reste von Bauwerken auf möglicherweise archaische Aktivitäten hinweisen. Dies gilt auch für die Eisenerz-Schlacken beim byzantinischen Turm von Apollonia und für Schlacken im nördlichen Symvolon bei Sidirochori. Bedeutendere archaische Metallgewinnung, wie beispielsweise im Pangaion, in der Lekanis und auf Thasos, liegt hier jedoch nicht vor. Die bis heute einzigen Anzeichen des Vorhandenseins von höheren Goldgehalten im Symvolon aus möglicherweise archaischen Bergbaustollen befinden sich in der Gegend von Kokinochoma im Osten des Gebirges. Untersuchungen der zahlreichen Stollen haben allem Anschein nach bis heute nicht stattgefunden. Die Existenz archaischer Türme im Umkreis der archaischen Siedlungen Oisyme und des heutigen Eleftheroupolis könnten ebenfalls mit Bergbau in Verbindung gestanden haben.

### Pangaion

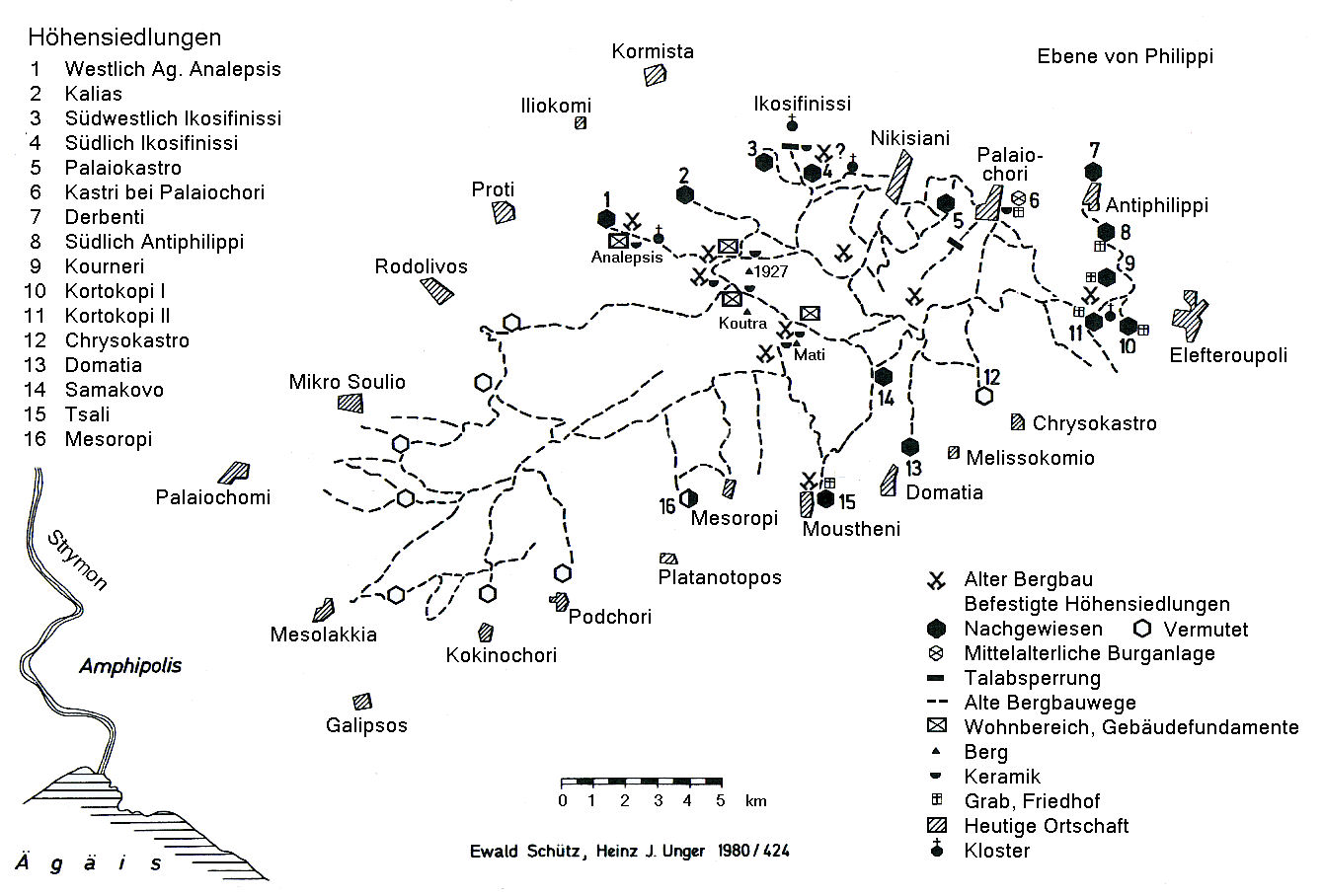
Bergbau und Höhensiedlungen im Pangaion

Im Pangaion konnte weder von Seiten der Ephoria Kavala noch vom IGME (Xanthi) der Nachweis von reicheren Gold- oder Silbervorkommen oder aber von bedeutenderen Abbau- und Metallurgie-Unternehmungen aus archaischen Zeiten erbracht werden. Es wurden lediglich drei Standorte ermittelt, an denen eindeutige Hinweise auf Bergbau und metallurgische Aktivitäten vorliegen: In den nördlichen Ausläufern des Pangaion, die für die Thasier in den Blütezeiten ihrer Peraia nicht zugänglich gewesen sein sollen, haben archäometrische Untersuchungen bei Nikisiani, Palaiochori und Antiphilippi ergeben, dass dort in späterer Zeit, im 14. Jahrhundert v. Chr., Schmelzöfen in Betrieb waren.
Im eklatanten Widerspruch hierzu kamen Heinz Josef Unger und Ewald Schütz in den Jahren 1980/81 zu der Erkenntnis, dass in klassischer Zeit im Pangaion sehr wohl ein ausgedehnter Bergbau auf Gold und Silber stattgefunden hat. In Verbindung damit konnten rings um das Gebirge zahlreiche befestigte Höhensiedlungen und ein ausgedehntes Wegesystem erkundet werden. Die archäologische Untersuchung der vor fast 30 Jahren ausgemachten und skizzierten Bergbaue und Siedlungen ist bis heute unterblieben. Sie könnte einen entscheidenden Beitrag zur Diskussion um das viel gerühmte Skapte Hyle erbringen.

### Lekanis-Gebirge
Im Vergleich mit dem Symvolon zeigen die Gebirgszüge der Lekanis, insbesondere in der küstenfernen Regionen, eine bedeutende Zahl von Bergbaustollen und erstaunlich umfangreiche Halden von Ofenschlacken. Die geologischen Erkenntnisse und die metallurgischen Untersuchungen, die aus dieser Gegend bis heute (1990) vorliegen, haben das Vorhandensein von Eisenmangan- und Eisen-Lagerstätten mit hohen Gold- und Silbergehalten bestätigt.

#### Neapolis – Kavala

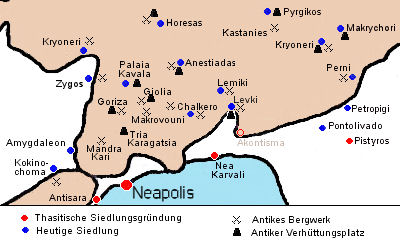
Siedlungen und Bergbau in den südwestlichen Lekani-Bergen

Eine der wesentlichen Grundlagen für die außergewöhnliche Entwicklung der Siedlung Neapolis war ihr Reichtum an Bodenschätzen in der südwestlichen Lekanis. In der Zeit von 1970 bis 1975 wurde das Gebiet von Palaia Kavala prospektiert, und in den 1980er Jahren dort Explorationsarbeiten durchgeführt. Es konnten blei-, silber- und goldhaltige Eisen-Manganerze, alte Abbaustollen, Schächte, Berge- und Schlackenhalden, auch Teile von Erzaufbereitungs-Einrichtungen, sowie Marmorsteinbrüche nachgewiesen werden.
Die wohl bereits von den Thrakern betriebenen, dann von den Griechen übernommenen und ausgebeuteten Erzvorkommen von Palaia Kavala befinden sich nördlich der Stadt Kavala und liegen zwischen den Orten Amygdaleon, Zygos, Kastanies, Kryoneri, Giolia, Goritza, Makrovouni, Mandra Kari, Tria Karagatsia und Pistirma / Chalkero. Auf einer Fläche von etwa 100 km² finden sich hier über 150 Erzvorkommen. Sie sollen ab Ende des 6. Jahrhunderts v. Chr., in der römischen Epoche und während der Türkenherrschaft ausgebeutet worden und einige noch im 20. Jahrhundert abgebaut worden sein. Die Aktivitäten im Altertum waren auf den Abbau der gold- und/oder der blei- und silberreichen Erze ausgerichtet. Eisen-Mangan-Abbau fand in den 1950er und 1970er Jahren statt.

#### Nea Karvali
Ein nach Norden in das Gebirge hineinreichendes Flusstal stellt einen der Zugänge für den Aufschluss der Erzlagerstätten in der Lekanis dar, und zwar von der thasischen Niederlassung Nea Karvali aus. In seinem Bereich finden sich die Bergwerke und Schlackenhalden von Levki, Ano Levki (Lemiki ?), Anestiadas, Horesas, sowie möglicherweise weitere Abbaue und Verhüttungsstandorte nach Norden hin. Der nordwestlichste Standort dürfte etwa auf der Höhe des heutigen Ortes Polynero und damit in der Lekanis an der vermuteten Nordgrenze der thasischen Peraia liegen. Probenahmen an den dortigen Eisenmanganlagerstätten haben hohe Gold- und Silbergehalte ergeben. Der Bergbau wurde hier gegen Ende des 6. und in der zweiten Hälfte des 5. Jahrhunderts v. Chr. betrieben. Das Alter der meist überdeckten Schlacken ist noch nicht bestimmt worden. Bei Levki wurden Reste eines Turmes und nordwestlich von Anestiadas zahlreiche Stollenmundlöcher festgestellt. Außerdem wurde nordwestlich von Anestiades das Auftreten vieler bearbeiteter marmorner Bruchstücke festgestellt, die zu einer großen kreisförmigen Einrichtung mit doppeltem Rinnstein gehörten. Form und Art der marmornen Bruchstücken, die an spiralförmige Waschanlagen in Laurion erinnern, legen eine Datierung in archaische Zeit nahe. An der Nordwestgrenze des Dorfes Ano Levki fanden sich Artefakten, die in die archaische, die frühchristliche und die nachbyzantinische Zeit datiert wurden.

#### Pistyros
Von der Niederlassung Pistyros aus waren die Thasier in einem weiteren Flusstal in nördlichere Lagerstättenbereiche vorgedrungen und hatten die antiken Bergbaue und Schmelzöfen bei Perni, Makrychori und Pyrgiskos betrieben. Die Datierung des Bergbaus bei Perni konnte bisher nicht bestimmt werden, lässt aufgrund der Form der Stollenmundlöcher allerdings auf archaische Zeit schließen. Die Aufhaldung zumindest eines Teils, wenn auch nicht aller Halden im Gebiet von Makrychorio, in archaischen Zeiten, hat sich bestätigt durch die Auffindung von Teilen archaischer Keramiken, wovon die älteren in das 4. bis 2. Jahrhundert v. Chr. und die jüngeren in die römische Zeit datiert werden konnten, einer Periode, die auch für metallurgische Aktivitäten auf Thasos zutrifft.
Physikalisch-chemische Untersuchungen an Schlackenproben aus dem Gebiet von Perni-Petropigi lassen erste Rückschlüsse über Art und Weise der Goldgewinnung aus den Eisenmanganerzen zu. Die Anwendung eines damals fortschrittlichen Schmelzverfahrens unter Einsatz von Blei (μόλυβδος) als Edelmetall-Sammler war im 16. Jahrhundert n. Chr. bekannt, konnte jedoch in der archaischen Metallurgie bisher nicht nachgewiesen werden. Die Anwendung dieser Technik fällt in die Endphase der metallurgischen Produktion von Gold und Silber in den Gebieten von Perni-Petropigi, Makrychorio und anderen Plätzen in den Jahren der Türkenherrschaft.